# Eulachus granosa
Eulachus granosa es una especie de coleóptero de la familia Zopheridae.

## Distribución geográfica
Habita en el Congo.